# Рау, Тобиас
Тобиас Рау (нем. Tobias Rau; род. 31 декабря 1981, Брауншвейг) — немецкий футболист, играл на позиции защитника. В 2003 году сыграл 7 матчей за сборную Германии.

## Карьера
Рау начинал свою карьеру в брауншвейгском «Айнтрахте». Проведя за клуб один сезон, он перешёл в «Вольфсбург», где играл два сезона. В 2003 году Тобиас оказался в «Баварии». Тогда же он получил вызов в сборную. Но выдержать конкуренцию в составе «Баварии» не смог. За два сезона Рау сыграл 13 матчей. В 2005 году Тобиас стал игроком «Арминии».
6 июля 2009 года Рау завершил карьеру футболиста. Причиной такого решения стали постоянные травмы. «В предстоящем сезоне я мог бы попытаться продолжить карьеру, но учёба в университете оказалась гораздо интереснее. Я нашел то, что делает меня счастливым. В футболе я многого достиг. Это было отличное время», — сказал Рау.